# شورای امنیت ملی بریتانیا
شورای امنیت ملی بریتانیا (انگلیسی: National Security Council (NSC)) یک کمیته هیئت دولت است که مسئول نظارت بر تمام مسائل مربوط به امنیت ملی، هماهنگی اطلاعات و استراتژی دفاع است. مرجع شورای امنیت ملی باید مسائل مربوط به امنیت ملی، سیاست خارجی، دفاع، امنیت سایبری، انعطاف‌پذیری، امنیت انرژی و منابع را در نظر بگیرد.

## اعضای شورا
تا ۲۵ اکتبر سال ۲۰۱۸ اعضای شورا به شرح زیر است:
| تصویر | دارنده دفتر     | دفتر(ها)                                            |
| ----- | --------------- | --------------------------------------------------- |
|       | ترزا می         | نخست‌وزیر (رئیس)                                     |
|       | دیوید لینینگتون | وزیر دفتر کابینه                                    |
|       | فیلیپ هاموند    | رئیس خزانه                                          |
|       | ساجد جاوید      | وزیر کشور                                           |
|       | جرمی هانت       | وزیر امور خارجه                                     |
|       | گاوین ویلیامسون | وزیر دفاع                                           |
|       | گرگ کلارک       | وزیر تجارت، صنعت و استراتژی صنعتی                   |
|       | پنی موردانت     | وزیر توسعه بین‌المللی                                |
|       | جفری کاکس       | دادستان کل انگلستان و ولز و دادستان کل ایرلند شمالی |

وزیران دیگر، مقامات ارشد، افسران ارتش و افسران اطلاعاتی در صورت لزوم در شورای امنیت ملی حضور خواهند یافت، برخی به صورت منظم حضور دارند. رئیس ستاد دفاعی و نه روسای هر ستاد، رئیس کمیته کارکنان را در شورای امنیت ملی نمایندگی می‌کند. سه کمیته فرعی در شورای امنیت ملی وجود دارد که تهدیدات هسته ای، تهدیدها، انعطاف‌پذیری و احتمالات و برنامه‌های نظارت بر دفاع و امنیت استراتژیک را زیر نظر دارند. رهبر اپوزیسیون در مواردی گاه به گاه در شورای امنیت ملی مشارکت داشته‌است.

## زیرکمیته‌های شورای امنیت ملی

### زیرکمیته‌های تهدید هسته‌ای و امنیت
کمیته منع نیروی هسته‌ای و زیر کمیته امنیت از زیر کمیته‌های پیشگام شورای امنیت ملی هستند تا به مسائل مربوط به بازدارندگی و امنیت هسته ای بپردازند.
| مقام            | سمت                          |
| --------------- | ---------------------------- |
| بوریس جانسون MP | نخست‌وزیر بریتانیا (رئیس)     |
| فیلیپ هاموند MP | (رئیس خزانه)                 |
| ساجد جاوید MP   | وزیر کشور                    |
| جرمی هانت MP    | وزیر امور خارجه              |
| بن والاس MP     | وزیر دفاع                    |
| گرگ کلارک MP    | وزیر بازرگانی (در صورت لزوم) |